# 2010年全ロシア国勢調査

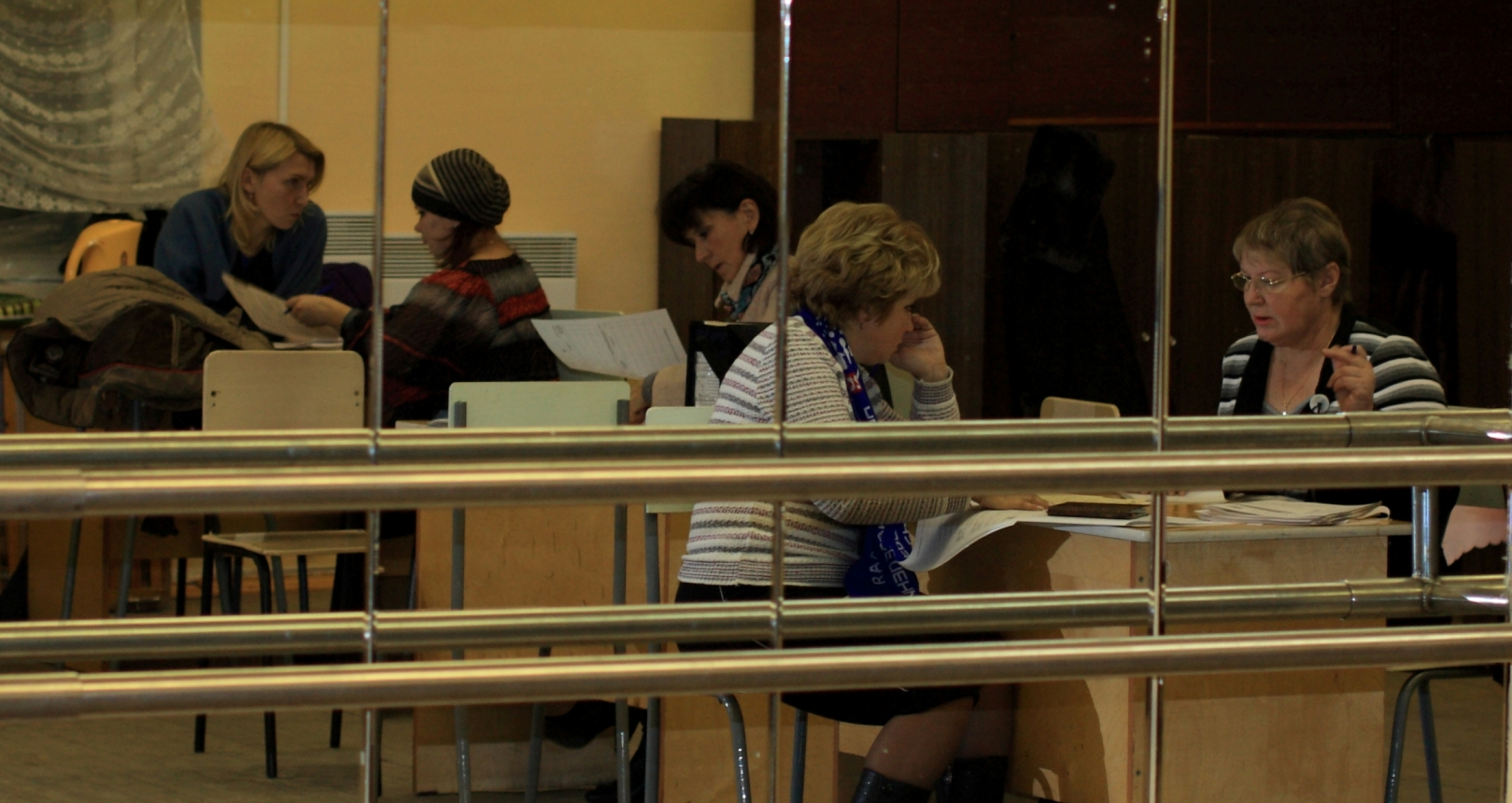
セヴェロドヴィンスクの国勢調査事務所の内部。

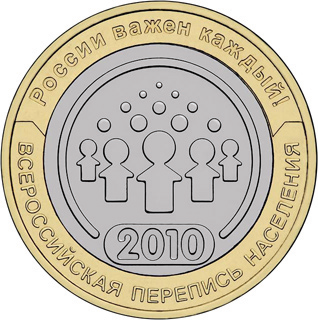
2002年国勢調査を記念した、10ルーブル硬貨のデザイン。

2010年全ロシア国勢調査（2010ねんぜんロシアこくせいちょうさ、ロシア語: Всеросси́йская пе́репись населе́ния 2010 го́да）は、2002年全ロシア国勢調査の後、最初に実施されたロシア連邦の国勢調査であり、ソビエト連邦の崩壊後、2回目の調査であった。2007年から準備が始まったこの調査は、2010年10月14日から10月25日にかけて実施された。

## 経緯
この調査は、もともと2010年10月に計画されていたが、いったんは財政上の困難を理由として2013年の遅い時期に実施を繰り延べることになり、その背景には政治的な思惑もあるのではないかと推測された。しかし、2009年末に、首相であったウラジーミル・プーチンが、政府は105億ルーブルを投じて当初通りの2010年10月に国勢調査を実施すると発表した。

## 結果
この調査の結果、総人口は1億4290万人であることが明らかになった。2002年国勢調査以降に、人口は230万人（1.6%）減少したことになる。2010年国勢調査によれば、都市人口は1億530万人、農村人口は3750万人であった。都市化率は 73.7% となった。平均年齢は 38歳であった。
民族構成では、ロシア人が人口の 80.9% と多数を占めた。